# 卍 (小説)
『卍』（まんじ）は、谷崎潤一郎の長編小説。両性愛の女性と関係を結ぶ男女の愛欲の物語。2組の男女の関係が交錯する「卍」模様の倒錯的な愛が大阪弁によって描かれている。
雑誌『改造』の1928年（昭和3年）3月号から翌1929年（昭和4年）4月号、6月号から10月号、12月号、1930年（昭和5年）1月号と4月号に断続的に連載された。単行本は1931年（昭和6年）4月に改造社より刊行された。

## あらすじ
園子による「先生」への告白録という形式で話が進む。日本画の趣味を持つ園子は、夫・孝太郎にすすめられて女子技芸学校に通う。そこで、他教室の徳光光子にひそかな好意を寄せるようになる。園子は無意識のうちで楊柳観音の絵を徳光光子に似せ、それがきっかけで彼女と面識を持つ。そうして楊柳観音の絵を皮切りに、学校では「2人が同性愛の関係にあるのではないか」という噂が広まった。
当初は根も葉も無い噂に過ぎなかったが、会うたびに2人の親密度は増していき同性愛関係を結び、遂に園子の夫に知られて夫婦喧嘩に至る。そうした中、光子の妊娠が判明する。光子と婚約していた綿貫栄次郎が園子の前に現れ、光子との関係を強化するために誓約書を作る。かくして、その誓約書が新聞社に知られてしまい、園子と光子との関係は白日の下に晒されてしまうのだった。

## 登場人物
柿内園子
夫がいながら徳光光子と交際している。
柿内孝太郎
園子の夫。事務所を借り、弁護士開業。妻が光子と交際していることを苦々しく思っていたが、光子と関係を持つようになる。
徳光光子
園子と性的な関係を持っていながら、男性とも戯れる女性。
綿貫栄次郎
光子と婚約していたが、彼女の同性愛の噂によって断念した。性的不能者。

## 映画化
- 『卍』（1964年・大映） 
  - 監督：増村保造。脚本：新藤兼人。出演：若尾文子、岸田今日子、川津祐介、船越英二ほか
- 『卍』（1983年・東映） 
  - 監督：横山博人。脚本：馬場当。出演：樋口可南子、高瀬春奈、小山明子、原田芳雄ほか
- 『卍/ベルリン・アフェア』（1985年・イタリア、ドイツ） 
  - 監督：リリアーナ・カヴァーニ。出演：グドルン・ランドグレーベ、高樹澪、ケビン・マクナリー
- 『卍』（1998年・ギャガ・コミュニケーションズ）
  - 監督：服部光則。出演：坂上香織、真弓倫子ほか
- 『卍』（2006年・アートポート） 
  - 監督・脚本：井口昇。出演：不二子、秋桜子、荒川良々、野村宏伸ほか
- 『卍』（2023年・レジェンド・ピクチャーズ） 
  - 監督：井土紀州。脚本：小谷香織。出演：新藤まなみ、小原徳子、大西信満、黒住尚生ほか
- 『卍 リバース』（2024年・アルバトロス・フィルム） 
  - 監督：宝来忠昭。脚本：宝来忠昭、 藤村聖子。出演：鈴木志遠、門間航、中﨑絵梨奈、田中珠里ほか

## ゲーム化
1983年（昭和58年）の映画化に合わせ、パソコンゲーム（アダルトゲーム）が開発・販売された。ジャンルはコマンド入力式アドベンチャーゲームで、開発はホット・ビィ、販売はCSKソフトウェアプロダクツ。対応機種はFM-7、PC-8800シリーズ。